# Hanns Zischler
Christoph Johann «Hanns» Zischler (Núremberg, 18 de junio de 1947) es un actor, asesor artístico, director, fotógrafo, traductor y ensayista alemán.

## Vida
Hijo del propietario de una cantera y comerciante de piedras, se crio en Franconia, en el pueblo de Langenaltheim. Acudió al internado Marquartstein y en 1966 aprobó el bachillerato (Abitur). Estudió etnología, filosofía, germanística y musicología en Múnich y Berlín. Trabajó como lector y traductor de filosofía francesa y en 1968 se fue al Schaubühne, donde entre 1973 y 1975 trabajó como asistente de dirección. Abandonó el mundo del teatro porque no quería trabajar permanente en un espacio cerrado.
Es conocido como actor desde la década de 1970 por intervenir en películas de directores como Wim Wenders, Peter Handke, Peter Lilienthal y Rudolf Thome, pero sobre todo por la road movie dirigida por Wim Wenders en el año 1976, En el curso del tiempo. También ha trabajado en producciones internacionales de Claude Chabrol, Andrew Birkin e István Szabó. En el año 2005 interpretó el papel del agente del Mosad Hans en la película de Steven Spielberg Múnich.
Interpretó el papel de Josef Hillman en la serie sueca Beck. En la película del año 2009 Hilde, que trataba sobre la vida de Hildegard Knef, interpretó el papel del productor de la Universum Film AG Erich Pommer.
Sus interpretaciones se caracterizan por una gran presencia de ánimo. Fue definido por Jean-Luc Godard como un Gentleman Actor. El Frankfurter Allgemeine Zeitung considera que actúa de manera «empática, además de deliberadamente reservada», cuya «seña de identidad» es el «laconismo expresivo». Es uno de los actores con más trabajo en Alemania, hasta 2006 había interpretado unos 170 papeles entre cine y televisión, en todos ellos representando a caracteres muy dispares. Sin embargo, solo suele ser reconocido y valorado por expertos en cine; según declaraciones suyas eso parece no importarle.
En 2006 fundó por segunda vez (la primera fue en 1968) la editorial Alpheus Verlag, en la que se publicaron 31 volúmenes editados por Walter Seitter y Frank Böckelmann bajo el título TUMULT. Schriften zur Verkehrswissenschaft.
Reside desde 1968 en Berlín. Vivió desde 1978 con la artista y arquitecta Regina Poly hasta su fallecimiento en el año 2014. Su hijo Julian Middendorf, fallecido en el año 2013, era profesor de yoga.

## Reconocimientos
- 2004: Premio Friedrich Baur
- 2009: Premio Heinrich Mann[6]
- 2010: Deutscher Hörbuchpreis
- 2011: Orden del Mérito de la República Federal de Alemania
- 2013: Preis der Literaturhäuser

## Filmografía (selección)
- 1970 Summer in the City
- 1976 En el curso del tiempo
- 1978 La mujer zurda
- 1978 Los encuentros de Ana
- 1979 David
- 1979 Ich räume auf
- 1980 Berlin Chamissoplatz
- 1981 Malevil
- 1981 Engel aus Eisen
- 1981 Kalt wie Eis
- 1982 Domino
- 1982 Doktor Faustus
- 1983 Die flambierte Frau
- 1983 System ohne Schatten
- 1984 Das Autogramm
- 1985 Berlín interior
- 1987 Das Treibhaus
- 1987 Berlin
- 1988 La trampa de Venus
- 1989 Der Leibwächter
- 1989–1997 Derrick (serie de TV)
- 1989 Francesco
- 1990 Europa Europa
- 1990 Dr. M
- 1990 Das Haus am Watt
- 1991 A Loss of Innocence
- 1991 Deutschland Neu(n) Null
- 1992 Abgetrieben
- 1992 Der König von Bärenbach (serie de TV)
- 1992 Tatort: Bienzle und der Biedermann
- 1992 La piel del deseo
- 1993 In weiter Ferne, so nah!
- 1993 El jardín de cemento
- 1994–2003 Un caso para dos (serie de TV)
- 1994 Charlie & Louise – Das doppelte Lottchen
- 1996 Der Clown
- 1996 Die Tunnelgangster von Berlin
- 1997 Kidnapping – Ein Vater schlägt zurück
- 1998 23 – Nichts ist so wie es scheint
- 1998 Tatort: Blick in den Abgrund
- 1998 Polizeiruf 110: Mordsmäßig Mallorca
- 1999 Sunshine
- 1999 No Sex
- 2000 Jahrestage
- 2000 Paradiso – Sieben Tage mit sieben Frauen
- 2001 Der schöne Tag
- 2001 Taking Sides
- 2001 Der Tanz mit dem Teufel
- 2002 666 – Traue keinem, mit dem du schläfst!
- 2002 Ripley’s Game
- 2002 Väter
- 2003 Rot und Blau
- 2003 Novaks Ultimatum
- 2003 Es wird etwas geschehen
- 2003 Pequeñas heridas
- 2004 Los edukadores
- 2004 Walk on Water
- 2004 Küss mich, Kanzler
- 2004 Post Impact
- 2005 Múnich
- 2005 Heiraten macht mich nervös
- 2007 Tarragona: Paraíso en llamas
- 2007 El gran éxodo
- 2008 Dr. Psycho – Die Bösen, die Bullen, meine Frau und ich (serie de TV)
- 2008 Flame y citrón
- 2008 Hace un año en invierno
- 2008 La traque
- 2008 Todsünde
- 2008 Tatort: Häschen in der Grube
- 2009 Hilde
- 2009 Entführt
- 2010 Hinter blinden Fenstern
- 2010 Aghet – Ein Völkermord
- 2010 Das rote Zimmer
- 2010 Küstenwache (serie de TV)
- 2010 En las sombras
- 2010 Wilde Wellen – Nichts bleibt verborgen (serie de TV)
- 2011 In der Welt habt ihr Angst
- 2011 Nils Holgerssons wunderbare Reise
- 2011 Bastard
- 2011 Playoff
- 2012 Zettl
- 2012 Der Fall Jakob von Metzler
- 2012 Rommel
- 2013 Grenzgang
- 2013 Susurros tras la pared
- 2014 Camino de la cruz
- 2014 Clouds of Sils Maria
- 2014 Stille Nächte

## Documentales
- „Ich gehe in ein anderes Blau“ (1981)
- Gero von Boehm begegnet Hanns Zischler (2010)

## Escritos (selección)
- Tagesreisen (1993)
- Kafka geht ins Kino (1996)
- Literaturmagazin 43. Borges im Kino (1999)
- Die schönste Mondlandschaft, die man sich denken kann: die Fränkische Alb (2003)
- Der hinreiszende Klang des Amerikanischen (2007)
- Großes Kino, kleines Kino. 1968 Bilder (2008)
- Nase für Neuigkeiten: Vermischte Nachrichten von James Joyce (2008)
- Der Schmetterlingskoffer. Die tropischen Expeditionen von Arnold Schultze (2010)
- Lady Earl Grey (2012)
- Die durchbrochene Leinwand. Georges Méliès' Autoportrait de l'Artiste (2012)
- Berlin ist zu groß für Berlin (2013)
- Das Mädchen mit den Orangenpapieren (2014)

## Traducciones
- Hugh Kenner: Von Pope zu Pop. Kunst im Zeitalter von Xerox (1995)
- Jean-Luc Godard: Histoire(s) du cinéma (1999)
- Jacques Derrida: Grammatologie (2003)

## Audiolibros
- Tim Parks: Schicksal (2001)
- Gustav Schwab: Sagen des Klassischen Altertums (2003-2006)
- Kathrin Röggla: Wir schlafen nicht (2004)
- Eckhard Henscheid: Die Vollidioten (2004)
- Heinrich Heine: „Ich will meine Seele tauchen“. Gedichte (2006)
- Fernando Pessoa: Ein anarchistischer Bankier (2006)
- Vladimir Nabokov: Der Zauberer (2006)
- Eduard von Keyserling: Schwüle Tage (2006)
- Kapuscinskis Welt. Stationen eines Weltreisenden (2007)
- Gabriel García Marquez: Chronik eines angekündigten Todes (2007)
- Gabriel García Marquez: Erinnerungen an meine traurigen Huren (2007)
- Arnold Stadler: Komm wir gehen (2007)
- Martin Burckhardt: Die Offenbarung des Daniel Paul Schreber
- Helmut Schmidt, Fritz Stern: Unser Jahrhundert: Ein Gespräch (2010)
- Helmut Schmidt: Religion in der Verantwortung: Gefährdungen des Friedens im Zeitalter der Globalisierung (2011)
- Helmut Schmidt, Giovanni di Lorenzo: Auf eine Zigarette mit Helmut Schmidt (2012)
- Elisabeth de Waal: Donnerstags bei Kanakis (2014)